# Eva Berg
För textilkonstnären med samma namn, se Eva Berg (textilkonstnär).
Eva Elisabet Berg, född Ekström den 5 juli 1904 i Katarina församling i Stockholm, död där 25 maj 1980 i Oscars församling, var en svensk författare och översättare.

## Biografi
Eva Berg var dotter till folkskolläraren John Ekström och Pauline Ånstrand. Efter studentexamen 1923 bedrev hon akademiska studier och blev filosofie kandidat 1931. Bergs författarskap behandlar speciellt erotik, samlevnadsproblem och livsåskådningsfrågor. Hon har dessutom bland annat översatt Gertrud von Stotzingen till svenska.
Eva Berg var 1927–1949 gift med musikkritikern Curt Berg (1901–1971) och fick barnen Jan (1928–2015), Mikaela (född 1930) och Catherine (1933–2001). Eva Berg är begravd på Katolska kyrkogården i Stockholm.